# Biskovîci, Sambir
Biskovîci (în ucraineană Бісковичі) este localitatea de reședință a comunei Biskovîci din raionul Sambir, regiunea Liov, Ucraina.

## Demografie
Componența lingvistică a localității Biskovîci
     Ucraineană (94,99%)
     Alte limbi (0,21%)
Conform recensământului din 2001, majoritatea populației localității Biskovîci era vorbitoare de ucraineană (94,99%), existând în minoritate și vorbitori de polonă (4,81%).